# I do it
「I do it」（アイ ドゥ イット）は、日本のロックバンド・ステレオポニーの3作目のシングルである。

## 解説
2009年第2弾シングル。初回生産版にはミュージック・ビデオおよびメイキングを収録したDVDが付属。
タイトル曲「I do it」は、ステレオポニーに好意的であった歌手のYUIの曲提供による楽曲。休業中であったYUIが、ステレオポニーが収録を行っていた沖縄県のスタジオを訪れてセッションを行ったことがきっかけで作られた楽曲である。YUIが他のアーティストに曲提供を行うのは初となる。YUIは後に同曲をセルフカバーし、2010年7月14日発売のアルバム『HOLIDAYS IN THE SUN』や、2012年12月5日発売のベストアルバム『GREEN GARDEN POP』にそれぞれ収録された。

## 収録曲
全作詞：AIMI
1. I do it (3:44)
作曲：YUI、編曲：ステレオポニー・northa+
2. シグナルが青に変わるとき (3:47)
作曲：AIMI、編曲：ステレオポニー・Cruz.7th
3. 泪のムコウ 〜AIMI Acoustic Version (3:28)
作曲：AIMI、編曲：ステレオポニー・northa+
4. I do it 〜Instrumental〜

## 収録アルバム
- ハイド.ランジアが咲いている（#1）
- BEST of STEREOPONY (#1)